# الکس نیل
الکس نیل (انگلیسی: Alex Neil؛ زادهٔ ۹ ژوئن ۱۹۸۱) یک بازیکن فوتبال اهل بریتانیا است.
از باشگاه‌هایی که در آن بازی کرده‌است می‌توان به باشگاه فوتبال منزفیلد تاون و باشگاه فوتبال بارنزلی اشاره کرد.

## اخراج
باشگاه نوریچ سیتی پس از مدت ها همکاری با الکس نیل سرمربی خود، تصمیم به قطع همکاری با وی گرفت. این مربی در ژانویه ۲۰۱۵ بلافاصله پس از پیوستن به جمع قناری ها، این تیم را به سوی لیگ برتر انگلیس هدایت کرد اما نتوانست مانع سقوط مجدد این تیم به چمپیونشیپ شود.
نیل که در ۵ بازی پایانی تیمش رنگ برد را ندیده بود‌ بالاخره در سال ۲۰۱۷میلادی کاسه صبر سران نوریچ را لبریز کرد و از این باشگاه جدا شد.